# Bãi biển Nước Nóng

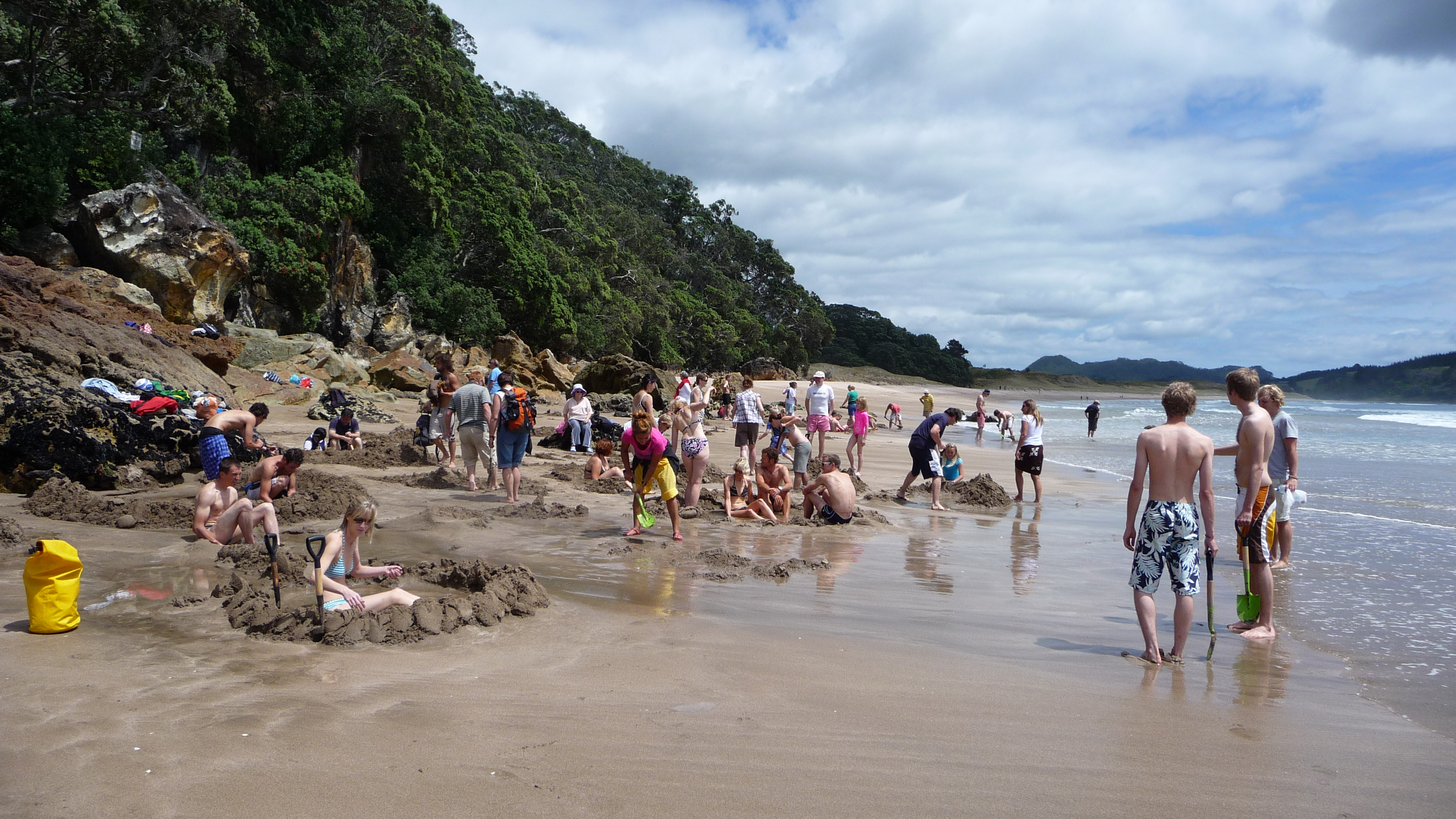
Du khách làm hồ nhỏ bằng cách đào cát

Bãi biển nước nóng (tiếng Anh: Hot Water Beach) là một bãi biển có một không hai trên vịnh Mercury, bờ biển phía đông bán đảo Coromandel, New Zealand, cách thị trấn Whitianga khoảng 12 km về phía đông nam, và cách thành phố Auckland 175 km. Tên của nó xuất phát từ các suối nước nóng ngầm lọc qua cát giữa các vùng nước triều cao và thấp. Với hơn 700.000 du khách tìm đến mỗi năm, Hot Water Beach hiện trở thành điểm đến khá hấp dẫn ở Coromandel, một trong những điểm tham quan phổ biến nhất và được giới du lịch thế giới đánh giá cao ở New Zealand. Ngoài ra, chỉ cách Hot Water Beach vài cây số về hướng bắc, vòm đá Cathedral Cove, biểu tượng của Coromandel, là một cảnh tượng thiên nhiên độc đáo ở vịnh Cathedral.

## Suối nước nóng
Mỗi lần thủy triều lên, xuống nước từ các con suối nước nóng ngầm sẽ chảy vào bờ, tạo nên nhiệt độ nước ấm áp như thể đang ngâm bình trong bồn nước nóng. Thời điểm tốt nhất để trải nghiệm hiện tượng này đó là hai giờ trước và sau khi thủy triều xuống. Lợi dụng đặc tính thú vị từ thiên nhiên này, khách du lịch đến đây thường tự đào cho mình một bồn tắm tự nhiên dạng hố cát trên bờ biển để có thể nằm thư giãn trong làn nước ấm áp. Hố càng sâu, nhiệt độ nước càng cao. Nhiệt độ cao nhất của các bồn tắm nước nóng thiên nhiên này vào khoảng 50-60 độ C.

## Sự an toàn
Khách tắm biển nên tìm đến các suối nước nóng không xa biển ngay cả khi thủy triều đã xuống thấp, vì du khách có thể bắt gặp bất chợt những đợt sóng lớn không được báo trước. Hot Water Beach được biết đến với những dòng chảy nguy hiểm, hố sâu và sóng lớn. Các biển báo ở bãi biển khuyên người bơi không nên bơi trong vòng 50 m ở hai bên bờ đá ngoài khơi (đối diện với suối), và chỉ bơi giữa các lá cờ nếu có Dịch vụ Cứu hộ Bãi biển Nước nóng đang tuần tra. Dòng chảy rút xa bờ của Hot Water Beach đã cướp đi sinh mạng của nhiều vị khách không mời và chỉ những người giỏi bơi lội và giàu kinh nghiệm mới được khuyên có thể xuống biển tắm.